# 弗里德里希-奥古斯特·沙克

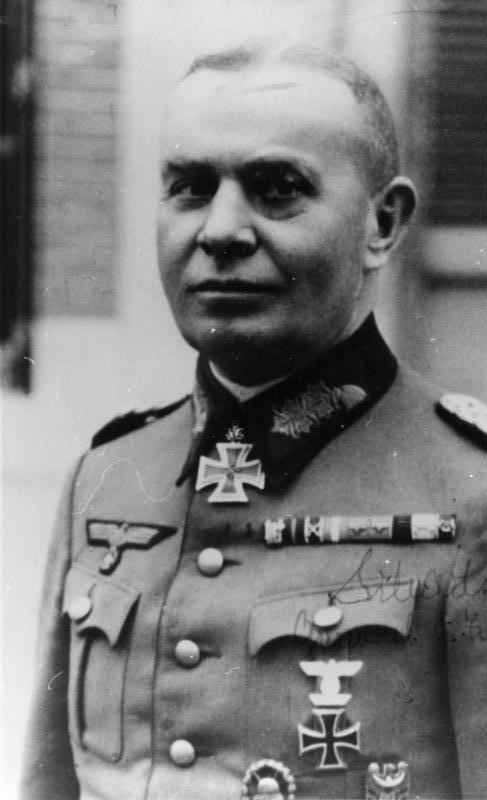
弗里德里希-奥古斯特·沙克

弗里德里希-奥古斯特·沙克（Friedrich-August Schack，1892年3月27日 - 1968年7月24日）是一位纳粹德国国防军将领，曾参与第二次世界大战，並在1944年9月以惨重伤亡的代价守住了卡昂。他亦曾短暂指挥过第81军，期間負責防禦亚琛和齊格菲防線。战争结束后，他被盟军监禁，最终在1948年3月24日获释。